# Привороки
Приворо́ки — село в Україні, у Тарашанській сільській громаді Чернівецького району Чернівецької області.

## Історія
Вперше згадується в грамоті 1418 року.
З 24 серпня 1991 року село входить до складу незалежної України.
Результаті адміністративно-територіальної реформи і ліквідації старого району, село увійшло до складу нового Чернівецького району.

## Символіка
Затверджена 5 липня 2013 р. рішенням сесії сільської ради. Автори — І. Д. Янушкевич, Д.Ніколаєвич.

### Герб
У синьому полі відкриті навстіж золоті дерев'яні ворота, які опираються на такі ж стовпи з острішком на зеленій базі. Між полотнами воріт золотий буковий горіх, з-під якого звивається вниз срібний струмок, перетинаючи щит і базу. Щит облямований золотим декоративним картушем і увінчаний золотою сільською короною. У нижній частині картуш перетинають синя хвиляста стрічка з написом золотими літерами «ПРИВОРОКИ» і зелена стрічка з срібним написом «1418», покладені на золоті гілки бука з листям і горіхами.
Ворота є називним символом і розкриває назву Привороки, яка походить від двох слів «при» і «ворота», що топонімічно символізує «перед ворітьми, долиною», що згодом трансформувалося у сучасну назву села. Облаштовані відчинені ворота підкреслюють гостинність господарів осель. Золотий буковий горіх символізує природну красу села, мальовничі букові ліси, які з півдня оточують Привороки. Буковий горіх також міститься на гербі Чернівецької області і Глибоцького району, що підкреслює територіальну належність Приворок. Срібний струмок означає місцеву річку Котовець, яка бере свій початок біля Приворок.

### Прапор
Квадратне полотнище поділене горизонтально на синю і зелену смуги у співвідношенні 2:1. У верхньому полі привідкриті навстіж жовті дерев'яні ворота, які опираються на такі ж стовпи з острішком на зеленій смузі. Між полотнами воріт жовтий буковий горіх.

## Населення

### Перепис населення Румунії 1930
Національний склад населення за даними перепису 1930 року у Румунії:
| Національність | Кількість осіб | Відсоток |
| -------------- | -------------- | -------- |
| румуни         | 842            | 95,68 %  |
| поляки         | 19             | 2,16 %   |
| німці          | 10             | 1,14 %   |
| євреї          | 6              | 0,68 %   |
| українці       | 2              | 0,23 %   |
| росіяни        | 1              | 0,11 %   |

Мовний склад населення за даними перепису 1930 року:
| Мова              | Кількість осіб | Відсоток |
| ----------------- | -------------- | -------- |
| румунська         | 840            | 95,45 %  |
| німецька          | 10             | 1,14 %   |
| чеська, словацька | 10             | 1,14 %   |
| польська          | 9              | 1,02 %   |
| їдиш              | 6              | 0,68 %   |
| українська        | 5              | 0,57 %   |

## Галерея

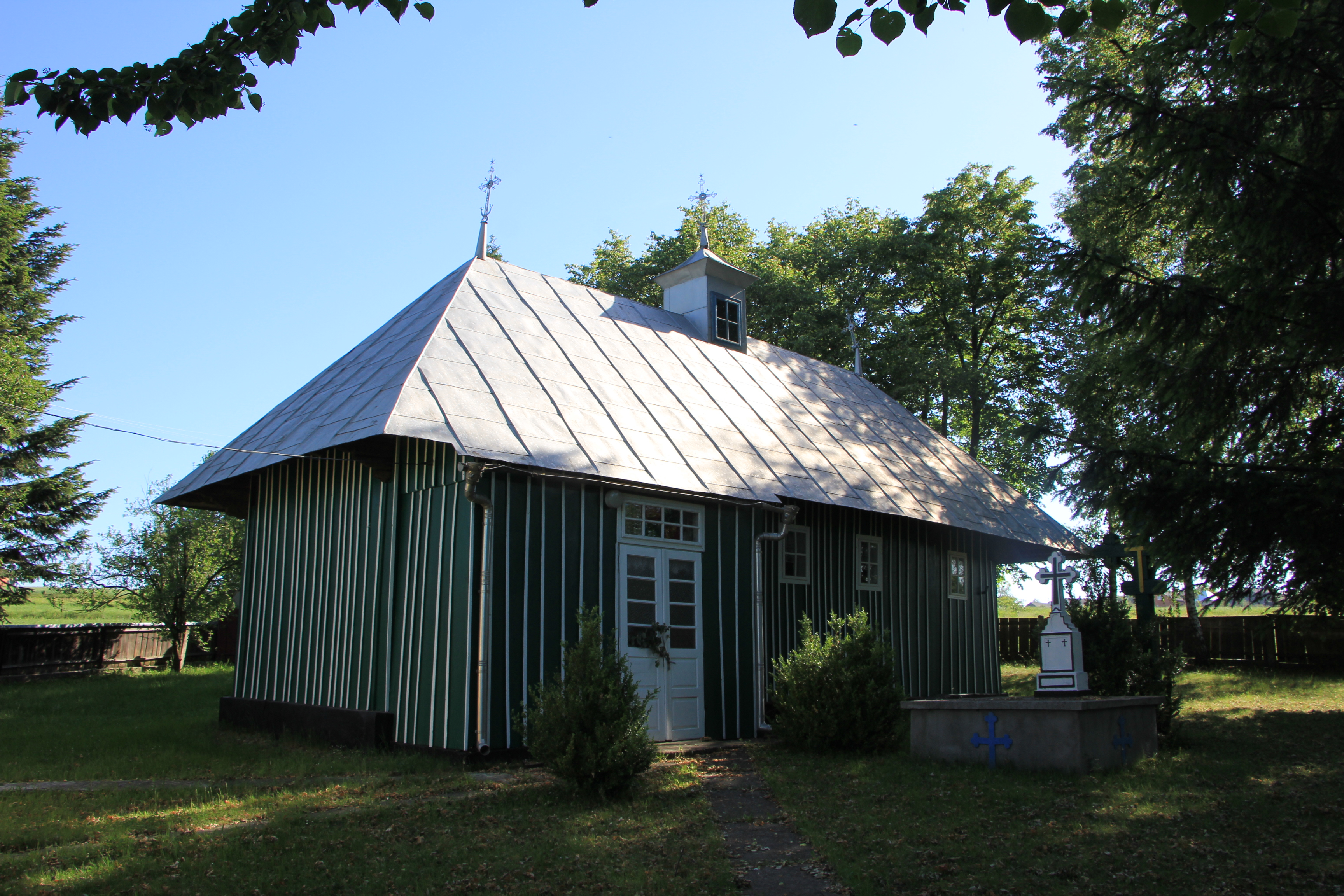
Дерев'яна церква Св. Дмитра 1883 с. Привороки
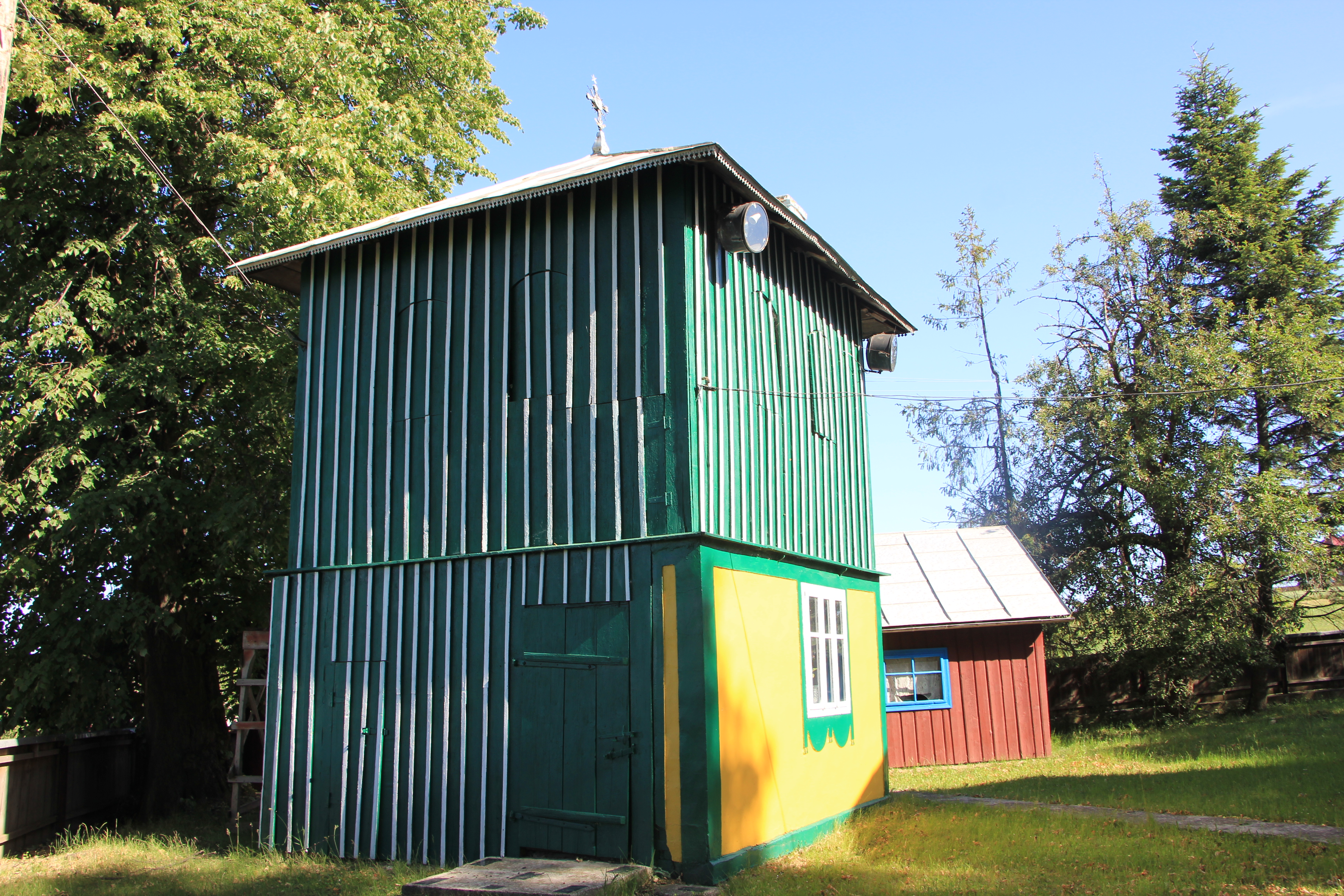
Дерев'яна церква Св. Дмитра 1883 с. Привороки
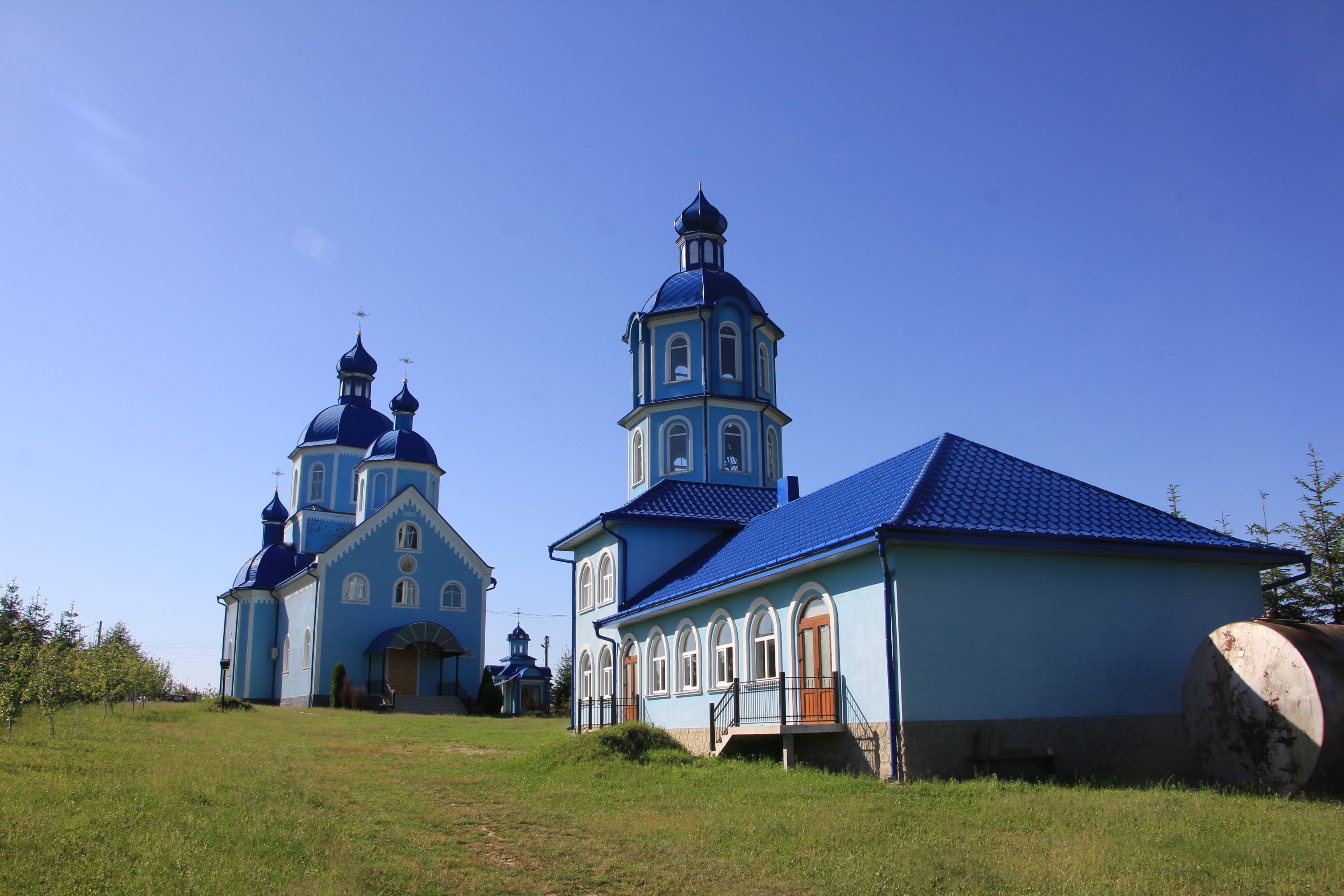
Новий мурований храм біля дерев'яної церкви Св. Дмитра 1883 с. Привороки